# Ruud Bruijn
Ruud Bruijn (Wormerveer, 4 december 1957) is een Nederlands illustrator en kinderboekenschrijver.

## Biografie

### Opleiding
Bruijn werd geboren in Wormerveer. Na zijn middelbare school ging hij naar de Gerrit Rietveld Academie in Amsterdam, waar hij in 1983 afstudeerde. Hij kreeg les van onder anderen Piet Klaasse, Carl Hollander en Thé Tjong-Khing.

### Loopbaan
Na zijn opleiding begon Bruijn meteen aan zijn tekencarrière. Hij deed illustratiewerk voor kinderboeken maar tekende ook voor tijdschriften, zoals Margriet, Ouders van Nu, Donald Duck, Bobo, Tina en Taptoe. Als schrijver van kinderboeken wekte hij onder meer met de auteurs Jacques Vriens, Paul Biegel, Willem Wilmink, Miep Diekmann, Mieke van Hooft, Peter Vervloed, Simone Kramer en Thea Dubelaar.

## Schilderwerken
- De groene fles
- Peren
- Schelp
- De rode schaal
- De rode flesjes
- Conus Marmoreus
- Het kandelaarblaadje
- Illumina